# Fabrianese
Fabrianese là một giống cừu hiện đại từ vùng Marche của miền trung nước Ý. Nó lấy tên từ thị trấn và vùng đất của Fabriano, ở tỉnh Ancona. Giống cừu này được tạo ra như một giống có mục đích kép trong thập niên 1960 bằng cách lai tạo giống cừu địa phương của Apennines của Marche với những con cừu đực của giống cừu Bergamasca từ dãy Alps của Lombardy. Nó được nuôi dưỡng ở chân đồi phía đông của Apennines, ở các tỉnh Ancona, Ascoli Piceno và Macerata ở Marche, và ở tỉnh Terni ở Umbria.

## Lịch sử
Giống cừu Fabrianese là một trong mười bảy giống cừu Ý tự phát triển, trong đó một cuốn sách thống kê gia phả được tổ chức bởi Associazione Nazionale della Pastorizia, hiệp hội chăn nuôi cừu quốc gia Ý, cuốn sách này được lập ra năm 1974. Năm 1983, quần thể giống này được ước tính vào khoảng 25.000 con, trong đó 4600 con đã được đăng ký. Năm 1997, tổng số cá thể là khoảng 70.000. Trong năm 2013 số lượng đăng ký cho giống này là 3342.

## Sử dụng
Tuổi trung bình và trọng lượng của cừu khi giết mổ là không rõ ràng; mục tiêu là khoảng 25 kg (55 lb) sau 60 ngày.
Năng suất sữa của cừu Fabrianese, bao gồm cả sữa cừu non bú, trung bình 150l (40 gallon Mỹ) trong 180 ngày đối với loài nguyên thủy, và 200 đến 220l (53 đến 58 gallon Mỹ) đối với cừu cái nhiều con.